# Kelly Bishop
Kelly Bishop (Colorado Springs, 28 februari 1944) is een Amerikaanse actrice.
Kelly Bishop heeft veel rollen op haar naam staan in film, televisie en in het theater sinds haar optreden als een van de originele castleden van de Broadway musical A Chorus Line.
Ze won een Tony en Drama Desk Award voor haar optreden hier. Daarna vertrok ze naar Los Angeles om daar haar acteercarrière te beginnen.
Bishop is opgegroeid in Denver, Colorado, waar ze trainde om een balletdanseres te worden. Op haar 18e ging ze naar New York en kreeg haar eerste baantje, een heel jaar dansen bij de balletgroep bij Radio City Music Hall. Bishop deed daarna nachtclubwerk, totdat ze werd gecast in Golden Rainbow, haar eerste Broadwayrol.
Daarna mocht ze spelen tegenover Jill Clayburh in Paul Mazursky's 'big-screen' drama An Unmarried Woman. Ze speelde moeder voor een aantal zeer grote sterren zoals: Jennifer Greys moeder in de hit Dirty Dancing, Howard Sterns moeder in Betty Thomas geregisseerde comedy Private Part en Tobey Maguires moeder in Wonder Boys. De films die daar nog bij komen zijn Blue Moon, Café Society, Miami Rhapsody, Qeeuns Logis, Me and Him en A Guy's Guide to Marrying Money.
Bishop speelde in de Mike Nichols' televisieserie The Torns, speelde Lisa Ann Walters moeder in de show My Wildest Dreams en Emily Gilmore in Gilmore Girls. Ze had een bijrol in Law & Order, Law & Order: Special Victims Unit en Murphy Brown, en terugkerende rollen in All Of My Children, One Life to Live, Another world en As the World Turns.
Bishops theaterlijst bestaat uit, inclusief de hoofdrol in de Broadwayproductie van Six Degrees of Separation, als spelen in de Broadway producties van Neil Simons Proposals, de Tony Award-winnende The Last Night of Ballyhoo, Bus Stop en Precious Sons. Ze speelde ook in verschillende regionale theaterstukken en 'Off-Broadway' producties. Tegenwoordig speelt ze de rol van Emily Gilmore in de populaire televisieserie Gilmore Girls.
- Bibsys: 6020233
- Biblioteca Nacional de España: XX4951610
- Bibliothèque nationale de France: cb140378514 (data)
- Gemeinsame Normdatei: 103521475X
- International Standard Name Identifier: 0000 0001 1616 1704
- Library of Congress Control Number: n97868855
- MusicBrainz: 48d90f95-a7b6-4b5f-b043-277debac808b
- Virtual International Authority File: 32198315
- WorldCat: E39PBJrmcFbPCj3pF4mT493WjC